# Synaphea gracillima
Synaphea gracillima är en tvåhjärtbladig växtart som beskrevs av Lindley. Synaphea gracillima ingår i släktet Synaphea och familjen Proteaceae. Inga underarter finns listade i Catalogue of Life.